# Клозери де Лила
«Клозери́ де Лила́» (фр. La Closerie des Lilas) — парижское кафе на бульваре Монпарнас (дом 171), известное место встречи французской и европейской артистической богемы в конце XIX — начале XX века.

## История

### Создание
Название «Клозери де Лила» в переводе с французского означает «Хуторок в сирени». Считается, что своё название кафе унаследовало от танцзала, находившегося на другом конце бульвара Монпарнас. Так, ещё в середине XIX века Франсуа Бюлье (François Bullier; 1796—1869) открыл в самом начале бульвара Монпарнас танцевальную площадку получившую известность как «балы Бюлье», вокруг которой высадил многочисленные кусты сирени. Напротив бального зала находилась старая, полуразвалившаяся станция почтовых дилижансов, которая географически являлась последней при выезде из Парижа в сторону Фонтенбло. Бюлье выкупил почтовую станцию и после проведённых ремонтных работ открыл в ней кафе. Само же это название видимо восходит к названию популярной ранее драме Фредерика Сулье «Ферма Жене» (La Closerie des Genêts; 1846), имевшей при своей постановке в театре «Амбегю-комик» огромный успех. Кроме того, Монпарнас ещё во второй половине XIX века действительно походил скорее на сельскую местность, чем на современный городской район.

### Артистическая и литературная среда
Писатель П. Д. Боборыкин, который жил в 60-х годах XIX века в Париже отмечал, что в то время канкан процветал везде на публичных балах и в частности «в студенческой „Closerie des Lilas“». Кафе было популярно у учеников Шарля Глейра занимавшихся в Школе изящных искусств и будущих представителей нарождающегося импрессионизма — Клода Моне, Огюста Ренуара, Альфреда Сислея, Фредерика Базиля и их друзей. В этом кафе состоялась их знакомство с Камилем Писсарро, которого привёл туда Базиль.
Французский искусствовед Жан-Поль Креспель отмечал, что это кафе вообще стояло у истоков расцвета артистической жизни Монпарнаса: «Всё зародилось именно в этом скромном заведении, без ослепительных люстр, без оркестра, без сверкающего бара: обычное кафе, где зимой — тепло, а летом, выйдя вечером на террасу, можно насладиться ароматным свежим воздухом».
В начале XX века «Клозери» пользовалось заслуженной славой в качестве литературного кафе, причём его известность распространялась и на другие страны. В. П. Катаев, рассказывая о становлении Монпарнаса как места концентрации артистической богемы и о почитании этого кафе русскими поэтами-символистами, по этому поводу писал: «Раньше здесь было лишь одно всемирно знаменитое литературное кафе „Клозери де лила“, что в переводе некоторых русских декадентов звучало приблизительно как „Сиреневые уюты“. Здесь некогда царил великий Поль Верлен и его молодой друг, тоже великий, Артур Рембо, почти мальчик. Это была Мекка, куда стремились правоверные всего самого нового и самого утончённого в области французской поэзии».
Популярность кафе в парижских литературно-художественных кругах во многом была вызвана его благоприятным расположением: «Последнее кафе бульвара Сен-Мишель или первое — бульвара Монпарнас, находившееся вблизи Латинского квартала, а также рядом с Сен-Жермен-де-Пре — старым издательским центром, оно было удобным местом встреч». С 1903 года кафе становится одной из литературных штаб-квартир Парижа благодаря проведению в нём знаменитых литературно-поэтических «вторников», в которых принимали участие Поль Фор, Андре Сальмон, Гийом Аполлинер, Макс Жакоб, Поль Валери, Анри де Ренье, Андре Жид, Пьер Луис, Франсис Жамм, Леон Поль-Фарг, Поль Клодель, Реми де Гурмон, Стюарт Мерилл, Александр Мерсеро, Франсис Карко и футуристы во главе с Маринетти, который тогда жил в столице Франции. В литературном отношении кафе стало во многом известно благодаря деятельности Поля Фора и его журнала «Стихи и проза» (Vers et Prose). Поль Фор в соответствии с результатами проведённых опросов в 1912 году был объявлен «королём поэтов» («принцем поэтов»). Франсис Карко писал про него: «Надо было слышать как, этот „король поэтов“ импровизировал после полуночи в своём королевстве, в Клозери де-Лила, баллады которые он никогда не записывал потом!». Обстановка на этих литературных вечерах «среди неописуемой сутолоки и криков многочисленных поэтов» была артистически-богемная: «Славное было время! Пили. Спорили. Дурачились напропалую…» Роже Уайльд, один из участников «вторников Поля Фора» вспоминал, что иногда здесь собиралось до двухсот человек: «писатели, музыканты, критики, художники, журналисты и комедианты. Впоследствии подобные собрания никогда больше не повторялись». Известность получил случай с бывавшим здесь Альфредом Жарри, который желая познакомиться с девушкой выстрелил в зеркало находящееся в зале и, обращаясь к ней, произнёс: «Ну, вот, лёд сломан, теперь можно и поговорить». По другой версии таким экстравагантным способом решил познакомиться Поль Фор. На этих собраниях начиная с 1905 года часто бывал Пабло Пикассо с друзьями. По словам его биографа Анри Жиделя: «Он обожал эти литературные собрания настолько, что ничто не останавливало его преодолевать пешком (он был не в состоянии тогда нанять фиакр) нелёгкий маршрут Монмартр — Монпарнас».
Перед Первой мировой войной художники перебравшиеся с Монмартра на Монпарнас заполонили кафе, вытесняя поэтов и литераторов, среди них были: Антуан Бурдель, Морис Вламинк, Жорж Брак, Пьер Боннар, Отон Фриез, Эдуар Вюйяр, Фернан Леже, Андре Дерен, Амедео Модильяни. Во время войны и после неё кафе пришло в некоторый упадок. Несмотря на то, что Поль Фор возобновил свои «вторники», а кафе по примеру других стало украшать стены картинами и принимало у себя художников из салона «Парнас», руководимого Огюстом Клерже оно проигрывало конкуренцию другим заведениям Монпарнаса, которые находились недалеко друг от друга («Ротонда», «Куполь», «Дом», «Селект» и др). Именно тишина и спокойствие привлекли в кафе Эрнеста Хемингуэя.
К столикам в «Клозери де Лила» прикреплены таблички с именами бывавших здесь знаменитостей. В кафе бывали Эмиль Золя, Верлен, Метерлинк, Оскар Уайльд, Стриндберг. Ленин с Троцким любили играть здесь в шахматы. Н. К. Крупская в своих «Воспоминаниях о Ленине», отмечая, что в Париже было много выходцев из России, писала про первый год их нахождения в эмиграции парижского периода (1908—1912): «Ильич сидел дома мало в этот год. До поздней ночи просиживала наша публика в кафе. Особым любителем кафе был Таратута. Понемногу втянулись и другие». Л. А. Данилкин, современный биограф Ленина, указывает, что перед Первой мировой войной XIV округ Парижа (в который входит Монпарнас и где находились обе парижские квартиры Ленина) стал самым настоящим центром социал-демократической диаспоры, так что сам район называли даже «большевистской слободой», а среди кафе, которым отдавал предпочтение лидер большевиков, в первую очередь следует назвать «Клозери де Лила». Не имевшая аналогов до Парижа публичность Ленина, возникшая с тех пор как он занялся революционной работой, привела к созданию в 1910 году первого известного его портрета кисти постимпрессиониста Эмиля Бернара, видимо, написанного в «Клозери де Лила» (до этого времени Ленин избегал позирования из конспиративных интересов). Этот «неканонический» портрет был преподнесён в дар СССР главой шведской компании «Юнсон» и с тех пор хранился в Центральном музее В. И. Ленина в Москве. Креспель приводит случай рассказанный ему дочерью жившего на Монпарнасе Антуана Бурделя про то как поэт Жан Мореас однажды, зайдя в зал кафе в середине дня посмотрел на посетителей и ушёл со словами: «„Никого нет!“ А среди тех, кого там „не было“, сидели Ленин и Троцкий…» На медной табличке посвящённой Ленину латиницей выгравировано V. O. Lenine.
В начале двадцатых годов кафе в качестве места своих встреч облюбовали сюрреалисты, где они собирались до того момента, как там произошла драка со студентами Латинского квартала и другими противниками сюрреализма: «Дрались стульями, палками, бомбардировали противников бутылками и стаканами, разбили великолепные зеркальные стёкла в окнах кафе, скандал был на весь Париж». После этого сюрреалисты оставили свою «штаб-квартиру». В ноябре 1928 года Луи Арагон, близкий тогда к сюрреалистам, познакомился здесь со своей будущей женой Эльзой Триоле.
После Первой мировой войны в Париже проживало значительное число американцев. Альфред Перле, близкий друг и биограф Генри Миллера даже называл место скопления и времяпровождения соотечественников писателя зоной засилья американцев, то есть это была «территория, простиравшаяся, по самым грубым подсчетам, от „Клозери-де-Лила“ до вокзала „Монпарнас“».
Кафе прочно связано с именем Хемингуэя; он написал здесь свой роман «И восходит солнце», встречался со Скоттом Фицджеральдом. В этом кафе они часто спорили, при этом у них сформировалась дружба «с восторгом и враждебностью». В «Празднике, который всегда с тобой» Хемингуэй писал, что в «Клозери де Лила» Фицджеральд рассказывал ему, как писал рассказы, которые «считал хорошими — и которые действительно были хорошими», но был категорически не согласен с практикой последнего переделывать рассказы по коммерческим соображениям с целью превратить их «в ходкие журнальные рассказики», что Хемингуэй называл проституированием. Также в своей последней книге Хемингуэй отмечал то значение, которое имело для него это кафе: «работать можно было бы и в других кафе, но до них было не близко» и писал, что оно стало ему практически «родным домом». Время, проведённое им за столиками «Клозери де Лила», он вспоминал следующим образом:
Когда мы жили над лесопилкой в доме сто тринадцать по улице Нотр-Дам-де-Шан, ближайшее хорошее кафе было „Клозери-де-Лила“, — оно считалось одним из лучших в Париже. Зимой там было тепло, а весной и осенью круглые столики стояли в тени деревьев на той стороне, где возвышалась статуя маршала Нея; обычные же квадратные столы расставлялись под большими тентами вдоль тротуара, и сидеть там было очень приятно.— Эрнест Хемингуэй. Праздник, который всегда с тобой
Хемингуэй пишет о посетителях кафе Клозери де Лила, из завсегдатаев которого он выделяет Поля Фора («Когда-то в „Клозери-де-Лила“ более или менее регулярно собирались поэты, и последним известным из них был Поль Фор, которого я так никогда и не прочёл») и Блеза Сандрара («был хорошим собеседником, пока не напивался, и его вранье было намного интересней правдивых историй, рассказываемых другими»). Посетителей кафе автор подразделяет на три категории: учёных, преподавателей («Эти посетители делали кафе очень уютным, так как они интересовались лишь друг другом, своими аперитивами и кофе, а также газетами и журналами, прикреплёнными к деревянным палкам, и никто здесь не служил объектом обозрения») и военных. Автор различает их по «ленточкам в петлице»: первых — по красной ленточке ордена Почётного легиона, вторых — по лиловым академическим розеткам в петлице, третьих — по лентам Военного креста.
По воспоминаниям Джона Дос Пассоса, весной 1924 года именно в этом кафе у них возникла дружба с Хемингуэем, поскольку он помнил, что с удовольствием заметил, как рядом с кафе цветёт сирень. В своих мемуарах «Лучшие времена» Дос Пассос указывал, что они скорее всего познакомились в Париже в кафе «У Липпа», но бывали вместе и в «Клозери»:
Но только в 1924 году, когда Хем и Хэдли поселились на лесопилке на Нотр-Дам-де-Шан, начали мы играть ощутимую роль в жизни друг друга. Хэдли мне сразу понравилась. Появился на свет Бэмби. Произошло это во время одного из моих внезапных наездов в Париж. Мы с Хемом время от времени встречались в „Клозери-де-Лила“ на углу Сен-Мишель и Монпарнас, чтобы за разговором о трудностях, с которыми сталкивается человек, пытающийся изложить свои мысли на бумаге, выпить какой-нибудь безобидной жидкости, вроде смеси кассиса с вермутом.

Подтверждением того, что кафе для Хемингуэя было буквально «родным домом», может служить история, описанная журналистом и автором мемуаров о писателе Ароном Хотчнером, про которую Хемингуэй рассказал ему в 1949 году при посещении ими кафе, где ещё работали старые официанты, знавшие его ещё безвестным писателем и выручившие его в истории с картиной Хуана Миро «Ферма». Как известно, ранее они с Миро были хорошими друзьями, оба много работали, но ещё не добились признания — «рассказы Хемингуэя возвращались с отказами, а непроданные картины Миро стояли у него в студии». Писателю очень нравилась картина каталонца «Ферма», при оценке которой, осуществлённой по настоянию Хемингуэя, её оценили в двести долларов, которые он обязался выплатить по частям: «Но на последний взнос денег не оказалось, а по условиям, если Хемингуэй опаздывал с очередным взносом, он терял и картину и все ранее выплаченные деньги. В тот день он пришел в „Клозери-де-Лила“ мрачный как туча. Бармен спросил его, что с ним случилось. Хемингуэй рассказал. Тогда бармен пошептался с официантами, и они тут же собрали ему нужную сумму. Теперь, добавил с усмешкой Хемингуэй, эта картина застрахована в двести тысяч долларов».
Рядом с современным кафе 7 декабря 1815 года во время так называемого «белого террора» был расстрелян наполеоновский маршал Мишель Ней. В 1853 году в годовщину казни на этом месте была воздвигнута его статуя работы скульптора Франсуа Рюда. В романе «Фиеста» Хемингуэй писал:
На бульваре Монпарнас было пусто. Ресторан Лавиня уже закрылся, а перед „Клозери де Лила“ убирали столики. Я прошёл мимо памятника Нею, стоявшего среди свежей листвы каштанов в свете дуговых фонарей. <…> Он был очень хорош, маршал Ней, в своих ботфортах, взмахивающий мечом среди свежей, зеленой листвы конских каштанов.
Генри Миллер в своём рассказе «Бенно — дикарь с Борнео» также упоминает статую маршала Нея в привязке к кафе, где писал про образ жизни главного героя: «Нестерпимо проголодавшись, он съест свое яйцо, а потом некоторое время спит где попало, часто прямо позади кафе „Клозери де Лила“, рядом со статуей, воздвигнутой в честь маршала Нея. Это, фигурально выражаясь, „сны Ватерлоо“, когда повсюду дожди и грязь, только Блюхер так и не появляется». Примерно такой образ жизни вёл и сам писатель для которого вообще характерны автобиографические мотивы. Так, американский журналист Уэмбли Болд (1902—1989) описывая с встречу с Миллером записал свои впечатления от встречи с ним: «Он никогда ничего не планирует. Сейчас он без работы и без денег. Но ему везёт. У него есть друзья. Они в беде не оставят. Пару дней назад он проснулся на скамейке возле „Клозери-де-Лила“. Единственное неудобство — отсутствие зубной щётки».
Джордж Оруэлл в свой автобиографической книге «Фунты лиха в Париже и Лондоне» (1931) писал про своего знакомого русского писателя Бориса, работавшего официантом: «Всё связанное с армией радовало его сердце. „Клозери де Лила“ сделалось его любимым парижским кафе лишь потому, что рядом стоял памятник маршалу Нею».
Современный русский поэт Алексей Алёхин в стихотворении «Закат Европы» из своего сборника «Голыми глазами» (2010) отразил соотношение статуи «храбрейшего из храбрых» следующим образом:
маршал Ней
разметав позеленевшие фалды
беззвучно орёт перед „Клозери де Лила“

зазывая зайти
Это кафе регулярно посещал Илья Эренбург с женой и друзьями. Как вспоминала Цецелия Кин она с мужем Виктором Кином бывали гостями Эренбургов «в кафе „Клозери де лила“, где они, кажется, всегда заканчивали свой день». В 1935 году, накануне парижского международного писательского конгресса «Против войны и фашизма» разразился скандал, который широко обсуждался в художественных кругах Парижа. Ранее Эренбург написал очень резкую статью о сюрреалистах, с которыми он столкнулся 14 июня 1935 года на улице выйдя из кафе: «Когда я переходил улицу, подошли два сюрреалиста, один из них ударил меня по лицу. Вместо того, чтобы ответить тем же, я тупо спросил: в чём дело?». Этот удар, который некоторые преподносили, как пощёчину нанёс ему основатель сюрреализма Андре Бретон. Клаус Манн писал по этому поводу: «Дело дошло до драматического столкновения между главой сюрреалистов и представителем Кремля товарищем Ильёй Эренбургом, при этом обе стороны вышли из драки с окровавленными носами, весь Париж смеялся над фарсом». За день до открытия конгресса, в котором он должен был принимать участие и дать ответ Эренбургу, коммунист и сюрреалист Рене Кревель, включив газ, покончил с собою. По словам Манна: «он не хотел предавать ни революцию, ни поэзию», а столкновение Эренбурга и Бретона стали связывать с этим трагическим событием. Сам же Эренбург писал: «Потом от его друзей — от Клауса Манна, от Муссинака — я узнал, что, сам того не подозревая, сыграл в этой трагической истории некоторую роль». В связи с этими событиями руководством СССР было принято решение (с подачи Эренбурга) срочно усилить советскую делегацию «невыездным» Борисом Пастернаком, а сюрреалисты не были допущены на конгресс.
В апреле 1982 года кафе оказалось на первых страницах французской прессы, когда писатель и мистификатор Жан-Эдерн Алье, поужинав там, не вернулся домой, оказавшись якобы захваченным группой никому до тех пор неизвестной Французской революционной бригады, которая письменно потребовала от министра внутренних дел Гастона Деферра ухода в отставку, в обмен на сохранение жизни писателя. Однако восемь дней спустя на одной из улиц обнаружился «освобождённый» Алье, а журналисты услышали от него описания ужасов, происходивших с ним во время пленения, но уже после нескольких допросов в полиции стало ясно, что вся эта история была им сфальсифицирована. Фредерик Бегбедер объяснил эту инсценировку со стороны Алье рекламным трюком. 
Кроме указанных литературных произведений кафе упоминается в романе Сомерсета Моэма «Бремя страстей человеческих», где его посещали герои книги, а также в книгах «Люди, годы, жизнь» Эренбурга, «Записные книжки» Ильи Ильфа, романе «Игра в классики» Хулио Кортасара.
В кафе вручаются ежегодные литературные премии — премия Клозери де Лила за женский роман, вышедший не позднее января текущего года.
В современном меню ресторана есть филе говядины фламбе — «Хемингуэй». В оформлении столиков брассери помимо табличек используются бумажные скатерти с напечатанными на них рисунками и автографами знаменитых посетителей.

## В кинематографе
- «Старое ружьё» — немецко-французский художественный фильм 1975 года, режиссёра Робера Энрико. В кафе происходит знакомство главных героев картины —Жюльена Дандьё (Филипп Нуаре) и Клары (Роми Шнайдер) после чего Жюльен признаётся ей в любви[40].

## Известные посетители
- Аполлинер
- Пикассо
- Хемингуэй
- Илья Эренбург
- Ильф и Петров
- Генри Миллер
- Сезанн
- Модильяни
- Жан-Поль Сартр
- Ленин
- Троцкий
- Рембо
- Андре Жид
- Роджер Уотерс
- Том Уэйтс
- Никита Михалков
- Колетт
- Маргерит Дюрас
- Саша Гитри
- Кифер Сазерленд